# Ignacio María González (Politiker)
Ignacio María González Santín (* 26. Januar 1838 in Santo Domingo; † 8. Februar 1915) war ein dominikanischer Politiker und Präsident der Dominikanischen Republik.

## Leben
Nach der Annexion durch Spanien (1861 bis 1865) und der anschließenden Restauration war das Land durch innenpolitische Krisen geprägt.
Nach der Rebellion gegen Präsident Buenaventura Báez vom 25. November 1873 wurde er zunächst als Oberster Führer Vorsitzender einer Gegenregierung. Zusammen mit General Manuel Altagracia Cáceres bildete er am 22. Januar 1874 als Oberste Generale eine zweiköpfige Führung (Generales Encargados del Poder Supremo de la Nación), ehe er dann am 6. April 1874 wiederum allein Präsident der Dominikanischen Republik. Aufgrund der inneren Unruhen in der Dominikanischen Republik nahm er vom 10. September 1874 bis zum 12. April 1875 erneut als Oberster Führer besondere Regierungsvollmachten wahr. In seinen kurzen Regierungszeiten versuchte Ignacio María González die wirtschaftlichen und sozialen Beziehungen zum Nachbarland Haiti aber auch zur vorherigen Kolonialmacht Spanien auszubauen. Dabei bemühte er sich um eine Legalisierung der Handelsbeziehungen durch den Abschluss eines Vertrages. Ein weiterer wichtiger Schritt war die Annullierung der Vereinbarungen von Präsident Báez mit der Samaná Bay Company, um die volle Souveränität der Dominikanischen Republik über die Bucht von Samaná und die Halbinsel von Samaná zurückzuerlangen. Letztlich war diese Regierung jedoch wie alle seine Regierungen durch eine Zeit großer Instabilität geprägt, die die junge Zweite Republik belasteten.
Nach der Rebellion vom Februar 1876 musste er am 23. Februar 1876 seine Präsidentschaft zunächst zu Gunsten einer Verfassungsgebenden Exekutivjunta und dann einem Rat der Staatssekretäre (Consejo de Secretarios de Estado) abgeben, ehe am 29. April 1876 Ulises Francisco Espaillat Präsident wurde.
Nach dessen Sturz am 5. Oktober 1876 übernahm er als Oberster Führer nach einer kurzzeitigen Herrschaft der Obersten Regierungsjunta (Junta Gubernativa) am 11. November 1876 abermals das Amt des Präsidenten. Allerdings wurde er weniger als einen Monat später am 9. Dezember 1876 gestürzt und durch eine Provisorische Regierungsjunta unter General Marcos Antonio Cabral gestürzt, der schließlich am 26. Dezember 1876 die Macht an General Báez abtrat.
Nach einer erneuten Rebellion gegen Báez wurde er am 1. März 1878 zwar Vorsitzender einer Provisorischen Regierungsjunta, übergab die Regierungsvollmachten jedoch bereits am 2. März einem Rat der Staatssekretäre.
Am 6. Juli 1878 wurde er dann als Nachfolger von Cesáreo Guillermo zum fünften Mal Präsident der Dominikanischen Republik. Allerdings übernahmen dann am 2. September 1878 die Führer des Volksmilitärs (Jefes Superiores de Operaciones del Movimiento Unánime Popular) Guillermo und Ulises Heureaux die Regierungsgeschäfte. Nach seiner Ablösung zog er sich aus dem politischen Leben zurück.